# Zupčasta selagina
Zupčasta selagina (lat. Selaginella denticulata), biljna vrsta iz roda selagina, porodica Selaginellaceae, red Selaginellales, dio razreda Lycopodiopsida.
Zupčasta selagina jedna je od tri vrste selagina koje rastu i u Hrvatskoj, a raširena je u području Sredozemlja, uključujući Maltu, Siciliju, Crnu Goru, Makedoniju, Albaniju, Grčku, Kretu, Maroko, Alžir, Tunis, Libiju, Madeiru, Tursku, Cipar, Libanon, Siriju i istočne Egejske otoke.
Prvi puta pod ovim imenom javlja se u Flora 21(10): 149 (1838), dok je prvi puta opisana od Carla Linnéa pod imenom Lycopodium denticulatum u Sp. Pl. : 1106 (1753)

## Sinonimi
- Lycopodium denticulatum L.
- Plananthus denticulatus (L.) P.Beauv.

- S. denticulata
- S. denticulata
- S. denticulata